# Clarendon House

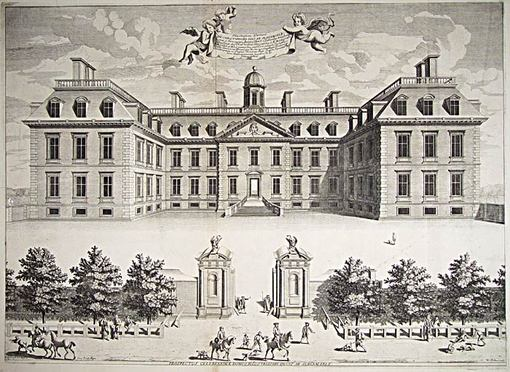
Clarendon House.

Clarendon House è stata una mansion cittadina che venne costruita su Piccadilly a Londra in Inghilterra ed esistette dal 1660 al 1680. La costruì il potente uomo politico Edward Hyde, I conte di Clarendon ed era la più grandiosa residenza privata di Londra della sua epoca.

## Storia
Dopo la restaurazione della monarchia inglese nel 1660, nuove case cominciarono a sorgere nel  West End per accogliere i cortigiani di  Carlo II. Piccadilly era poco più di un viottolo di campagna, ma i terreni a nord di essa erano stati da poco utilizzati per l'edilizia abitativa. Nei decenni successivi si sarebbe visto lo sviluppo di tutta questa zona, che sarebbe diventata il quartiere più aristocratico e residenziale di Londra, Mayfair. Due altri celebri palazzi vennero costruiti nei pressi di Clarendon House nello stesso periodo. Ad est Sir John Denham aveva iniziato la costruzione della casa che più tardi divenne Burlington House e ad ovest Lord Berkeley stava costruendo Berkeley House, in seguito denominata Devonshire House.
Lord Clarendon acquisì, nel 1664 per concessione reale, i 3,2 ettari del terreno su cui edificò il palazzo. Clarendon House venne costruita tra tale anno e il 1667 su progetto di  Roger Pratt. Essa era molto arretrata rispetto alla strada ed aveva un ampio cortile sul prospetto principale. La sezione centrale aveva nove finestre e le due ali laterali tre ciascuna. La casa venne costruita su due piani di altezza all'incirca uguale. Vi era anche un seminterrato ed un piano sottotetto con abbaini. Il tetto era piatto e sormontato da una cupola contornata da una balaustra. Lo stile era tipico inglese dell'epoca, chiaramente influenzato da stilemi classici, simmetrico nel frontone, ma privo di ogni ordine classico. Poco si sa circa la disposizione interna al di là di ciò che si può supporre dall'esterno, da altre opere di Pratt e dalle convenzioni del tempo. Probabilmente aveva un grande salone centrale con uno scalone e una serie di appartamenti padronali. Aveva 101 camini.

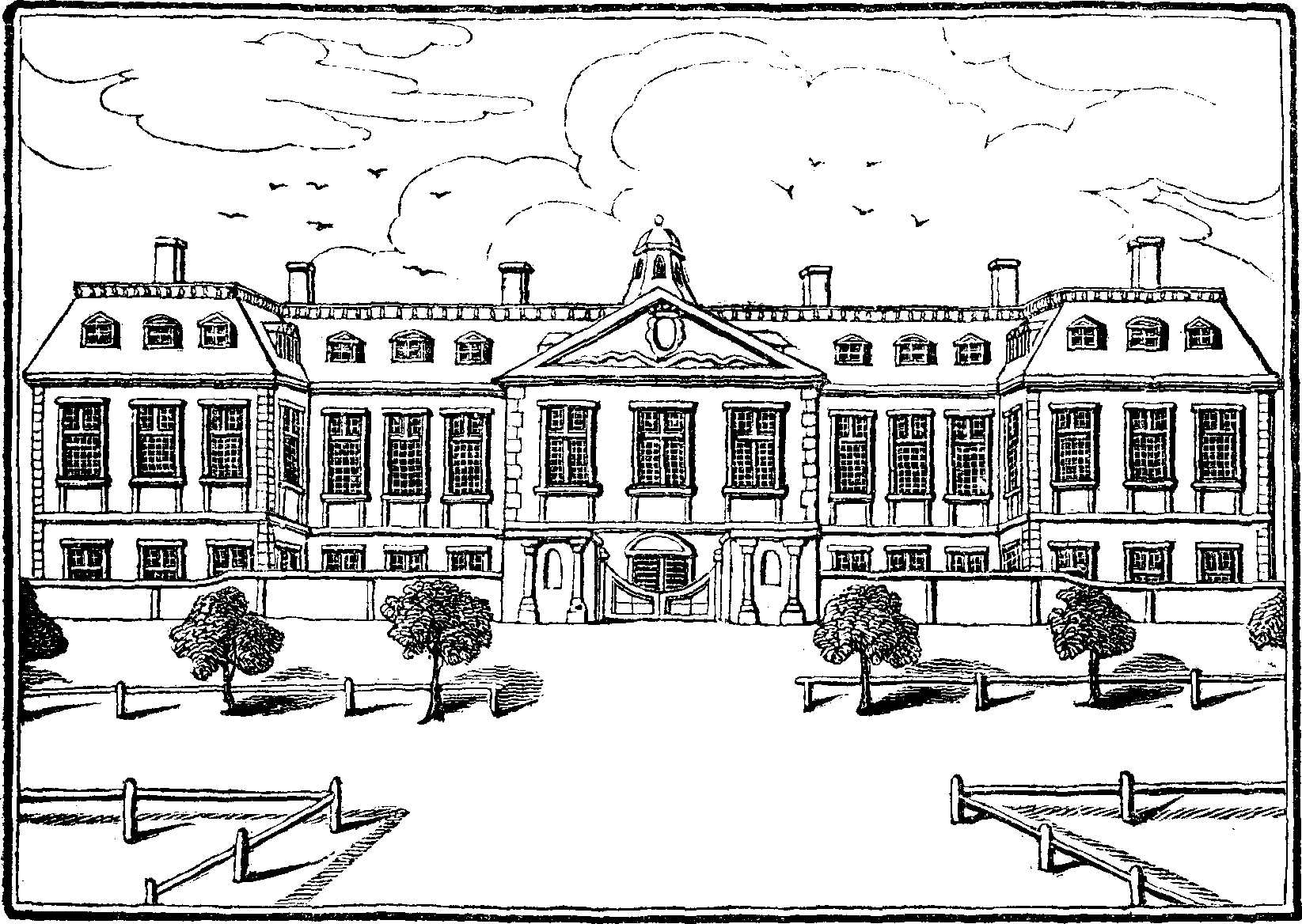
Clarendon House in una stampa dell'epoca.

Clarendon House venne elogiata sia dai contemporanei che dai critici posteriori. John Evelyn pensava che fosse "la migliore casa, la più utile, graziosa e magnifica in tutta l'Inghilterra". Trecento anni dopo, John Summerson scrisse: "Clarendon House è stata tra le prime grandi abitazioni classiche costruite a Londra e senza dubbio la più sorprendente". Essa costituì un modello per le costruzioni future ma il suo impatto è stato percepito molto di più nel design delle case di campagna che nei palazzi di Londra. Belton House nel Lincolnshire, che è spesso citata come il modello della casa di campagna inglese, era strettamente basata su Clarendon House.
Nel 1667, nello stesso anno in cui la sua casa venne terminata, Clarendon cadde in disgrazia. La sua immagine non era stata aiutata dalla grandiosità del suo palazzo, che si ritiene sia costato circa 40.000 sterline. Tra le molte accuse che gli vennero lanciate vi fu quella di essersi appropriato, per la costruzione della sua casa, di pietre destinate al restauro della St Paul's Cathedral dopo il Grande incendio di Londra. Quello stesso anno, il 14 giugno 1667, Samuel Pepys registrò nel suo diario: "... alcune persone sono state rudi ... verso Lord Clarendon, a cui hanno tagliato gli alberi davanti a casa sua e rotto le finestre. " A seguito delle accuse il Re abbandonò il suo ex favorito. Nel 1667, Clarendon fuggì in Francia, dove morì nel 1674.
In 1675, i suoi eredi vendettero Clarendon House a Christopher Monck, II duca di Albemarle  per la somma di 26.000 sterline e nel 1683, Albemarle la rivendette ad un gruppo di investitori guidati da Sir Thomas Bond che demolirono il palazzo per costruire Dover Street, Albemarle Street e Bond Street. Albemarle Street correva dal centro del palazzo verso St. James's Street.